# Juraj Kukura

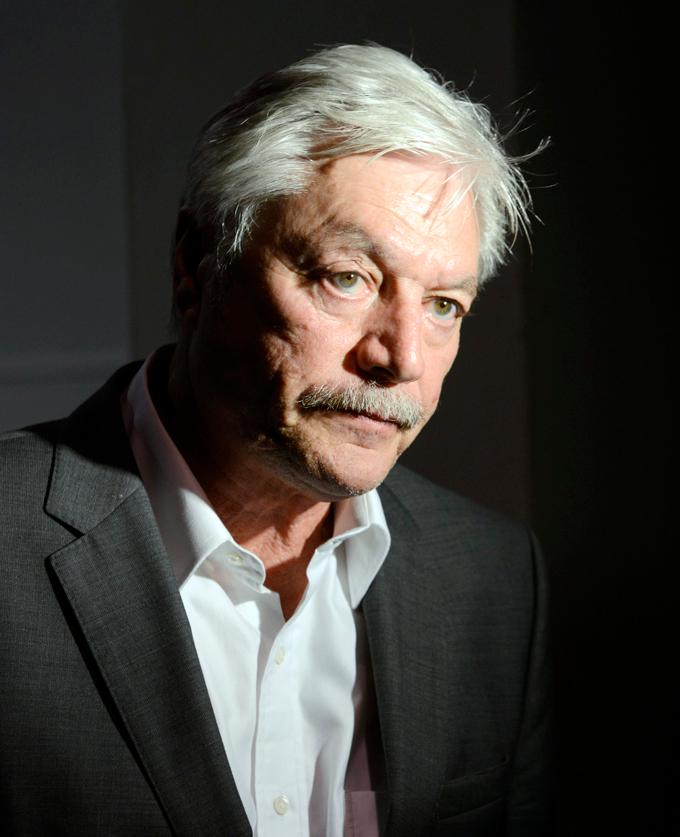
Juraj Kukura

Juraj Kukura (* 15. března 1947 Prešov) je slovenský herec.

## Život a dílo
Po ukončení stavební průmyslovky v Bratislavě vystudoval herectví na VŠMU (1973). Začínal v Divadle na Korze, později na Nové scéně (1971–1976). V letech 1976–1984 působil v činohře SND v Bratislavě, dokud neemigroval do Německa. Zpočátku účinkoval v mnichovském divadle Kammerspiele, později v Basileji, Bonnu a od roku 1985 v Schauspielhause v Hamburku, kde žije dodnes. V roce 2002 se stal ředitelem bratislavského Divadla Aréna. V Německu patří k oblíbeným divadelním a televizním hercům. Hrál v několika dílech seriálu Místo činu, v seriálech Via Mala, Hotel Ráj a Helicops.
Jeho synem je Philipp Kukura, profesor biofyzikální chemie na Oxfordské universitě .

### Vyznamenání
Dne 28. října 2017 převzal z rukou českého prezidenta Miloše Zemana české státní vyznamenání, medaili Za zásluhy.

## Filmografie
- 1968 Zbehovia a pútnici (hrebenár)
- 1968 Traja svedkovia (pansláv)
- 1970 Eden a potom (Boris)
- 1971 Zlozor (Slávo)
- 1971 N. a pris les dés (Boris)
- 1972 Javor a Juliana (hudec)
- 1972 Letokruhy (Vavro)
- 1973 Deň slnovratu (Pavol)
- 1974 Do zbrane, kuruci! (Hamzík)
- 1974 Trofej neznámeho strelca (Šaľo)
- 1976 Jeden stříbrný (Pitoňák)
- 1976 Koncert pre pozostalých (Peter Korta)
- 1976 Vojaci slobody (Blanche)
- 1977 Stíny horkého léta (Ondřej Baran)
- 1978 Deváté srdce (hrabě Aldobrandini)
- 1978 Sedem krátkych rokov inžiniera Hagaru (Hagara)
- 1978 Krutá ľúbosť (Jašek)
- 1979 Božská Ema (Viktor)
- 1979 Postavení mimo hru (Jindřich Vacula)
- 1980 Trhák (Lenský)
- 1981 Člny proti prúdu (Rudo Samek)
- 1982 Přeludy pouště (správce)
- 1982 Sůl nad zlato (král Norbert)
- 1982 Tušenie (Fero Ušiak)
- 1983 Die wilden Fünfziger (TV), režie Peter Zadek, SRN (Jakob)
- 1985 Via mala (TV), (Andreas von Richenau)
- 1992 Lepšie byť bohatý a zdravý ako chudobný a chorý (Robert)
- 1992 Otto – Der Liebesfilm (Otto – film o lásce), režie Bernd Eilert, Otto Waalkes, NSR (dr. Beierle)
- 1995 Jak chutná smrt (Karel Kainar)
- 1996 Workaholic (Závislá na práci), režie Sharon von Wietersheim, NSR (Cedrik)
- 1997 Tábor padlých žien (Dr. Zigmund)
- 2000 Apokalypse 99 – Anatomie eines Amokläufers, režie Dmitri Astrakhan, NSR
- 2000 Král sokolů/Sokoliar Tomáš (hradní pán Balador)
- 2001 Das Sams, režie Ben Verbong, NSR (vrchní)
- 2004 Zděděné štěstí (Enrique Braso)
- 2005 Kobra 11 – Hals und Beinbruch – Lepší zlomená noha nežli vaz (otec Dardaj)

- 2007 Poslední vlak (Dr. Friedlich)
- 2008 Máj (Schiffner)
- 2014 Sarajevo 1914 (Stojan Jeftanović)
- 2018 Inšpektor Max (Zoltán Max)

## Diskografie
- 1995 Jsem tvůj muž (coververze písní Leonarda Cohena)

## Divadelní hry
- 2011 Martin Čičvák – Kukura (Činoherní klub Praha) částečně autobiografická hra, s Veronikou Žilkovou
- 2016 Fjodor Michajlovič Dostojevskij – Bratři Karamazovi (Činoherní klub Praha) hlavní role otce Karamazova; režie Martin Čičvák